# Eumera mulier
Eumera mulier là một loài bướm đêm trong họ Geometridae.